# Josh Smith (muzyk)
Josh Smith (ur. 7 października 1979 w Middletown) – amerykański gitarzysta bluesowy i producent muzyczny, pochodzący z Fort Lauderdale na Florydzie. Obecnie mieszka w Los Angeles, gdzie prowadzi własne studio nagraniowe Flat V Studios. W 2019 roku magazyn Guitar World umieścił go na 16. miejscu listy „30 najlepszych gitarzystów bluesowych na świecie”.

## Biografia
Smith urodził się w 1979 roku w Middletown (Connecticut), dorastał w Fort Lauderdale na Florydzie. Grę na gitarze rozpoczął w wieku siedmiu lat, a już jako dziesięciolatek występował na festiwalach bluesowych. Swój pierwszy album nagrał w wieku czternastu lat.
W wieku 16 lat Smith odbył trasę koncertową po Stanach Zjednoczonych ze swoim zespołem Rhino Cats, z którym wydał dwa niezależne albumy: „Born Under a Blue Sign” i „Woodsheddin'”. Następnie założył trio Josh Smith and the Frost, z którym w wieku 18 lat nagrał album „Too Damn Cold”, wyprodukowany przez Jima Gainesa. W wieku 22 lat ożenił się i przeprowadził do Los Angeles.
Poza działalnością muzyczną Smith jest producentem muzycznym i prowadzi studio Flat V Studios w Los Angeles. Produkował albumy m.in. dla Artura Menezes, Reese'a Wynansa, Erica Galesa, Joanna Connor, Joanne Shaw Taylor, Marc Broussard, Larry McCray, Andy Timmons i Joe Bonamassy, a także współpracował jako gitarzysta z takimi artystami jak Taylor Hicks, Ricky Fanté i Raphael Saadiq.
W 2019 roku magazyn Guitar World uznał go za jednego z 30 najlepszych gitarzystów bluesowych na świecie, plasując go na 16. miejscu. W 2020 roku portal Rock and Blues Muse umieścił go wśród 15 najlepszych współczesnych gitarzystów blues rockowych.

## Dyskografia
| Rok  | Tytuł               | Wykonawca                   | Uwagi         |
| ---- | ------------------- | --------------------------- | ------------- |
| 1995 | Woodsheddin'        | Josh Smith & The Rhino Cats |               |
| 1997 | Too Damn Cold       | Josh Smith & The Frost      |               |
| 2006 | Deep Roots          | Josh Smith                  |               |
| 2009 | Inception           | Josh Smith                  |               |
| 2011 | I'm Gonna Be Ready  | Josh Smith                  |               |
| 2012 | Don't Give Up On Me | Josh Smith                  |               |
| 2015 | Over Your Head      | Josh Smith                  |               |
| 2017 | Still               | Josh Smith                  |               |
| 2018 | Burn to Grow        | Josh Smith                  |               |
| 2022 | Bird of Passage     | Josh Smith                  | [ 11 ] [ 12 ] |